# Barney Frank
Barney Frank, né le 31 mars 1940 à Bayonne (New Jersey), est un homme politique américain, membre du congrès des États-Unis de 1981 à 2013 pour le Parti démocrate, pour l'État du Massachusetts.

## Biographie
Barney Frank fut le premier membre du Congrès à révéler publiquement son homosexualité, dans les années 1980 ; en 2012, il devient le premier membre du Congrès à se marier dans le cadre d'un mariage homosexuel.

## Prises de position
Barney Frank est également connu comme un partisan acharné d'un plus grand contrôle de la finance américaine, il est en particulier un des soutiens d'un renforcement des régulations financières affectant Wall Street.